# Руфімський Олексій В'ячеславович
Олексій В'ячеславович Руфімський (22 травня 1968 — 6 березня 2017) — доброволець ДУК ПС, учасник російсько-української війни. Позивний «Старий».

## Короткий життєпис
Близько року воював з окупантами в складі 1-ї окремої штурмової роти ДУК «Правий сектор».
Загинув 6 березня 2017 року від кулі снайпера в промзоні міста Авдіївка (Донецька область).
Похований 8 березня в Павлограді.
Залишилися брат, прийомна дочка та онука.

## Нагороди та відзнаки
- Нагороджений відзнакою ДУК ПС «Бойовий Хрест Корпусу» (посмертно).